# Мусасіно (Токіо)

35°43′4″ пн. ш. 139°33′58″ сх. д. / 35.71778° пн. ш. 139.56611° сх. д.
Муса́сіно (яп. 武蔵野市, まちだし, МФА: [mat͡ɕida ɕi̥]) — місто в Японії, в префектурі Токіо.

## Короткі відомості
Розташоване в центральній частині префектури. Виникло на основі середньовічного прихрамового містечка біля буддистського монастиря Кітідзьодзі. Засноване 1947 року. Основою економіки є виробництво електротоварів, комерція. В місті розташований парк Інокасіра. Станом на 1 жовтня 2008 площа міста становила 10,73 км². Станом на 1 липня 2011 населення міста становило 139 073 осіб.

## Міста-побратими
- — Лаббок, Техас, США (з 1983)
- — Чхунджу, Південна Корея
- — Кандонгу, Сеул, Південна Корея
- — Брашов, Румунія

## Мусасіно у культурі
У Мусасіно відбуваються дії таких творів: аніме Paranoia Agent Кона Сатосі (2004), роману Musashino Fujin Ооки Сьохей (1951), візуальної новели Kara no Shōjo від компанії Innocent Grey (2007) і манґи Yokohama Kaidashi Kikō Асінано Хітосі (1994—2006).